# Maarten de Jonge
Maarten de Jonge (Oldenzaal, 9 maart 1985) is een Nederlands voormalig wielrenner die in 2020 reed voor ABLOC CT.
In januari 2009 werd hij samen met turnster Sanne Wevers benoemd tot sportman en -vrouw van Oldenzaal.

## Overwinningen
2008
Romsée-Stavelot-Romsée
2008
3-Jours de Cherbourg (Frankrijk)
2008
3e etappe Tour de Moselle
2010
Ronde van Limburg
2011
1e etappe Ronde van Tsjechië (ploegentijdrit)
2014
4e etappe Ronde van Thailand

## Ploegen
- 2004 –  Team Fuji Bikes
- 2007 –  Time-Van Hemert
- 2009 –  Skil-Shimano (stagiair vanaf 18-8)
- 2010 –  Cyclingteam Jo Piels
- 2011 –  Endura Racing
- 2012 –  Raiko Stölting
- 2013 –  Team Vorarlberg
- 2014 –  Terengganu Cycling Team
- 2015 –  Bike Aid
- 2016 –  Team Lvshan Landscape (tot 30-4)
- 2017 –  Monkey Town Continental Team
- 2018 –  Monkey Town Continental Team
- 2019 –  Monkey Town-à Bloc
- 2020 –  ABLOC CT

Wielerploegen van Maarten de Jonge
Beppu ·
Curvers ·
De Backer ·
Deroo ·
Docker ·
Doi ·
Eltink ·
Feng ·
Geschke ·
Goesinnen ·
Hivert ·
Houanard ·
van Hummel ·
Hupond ·
Ji · 
Jin ·
de Kort ·
Lemoine ·
Rooijakkers ·
Timmer ·
Veelers · 
Wagner ·
Antomarchi (stagiair) · 

de Jonge (stagiair) · 
Vissers (stagiair) 
Anderson · Bauer · Blain · Camaño · Clarke · Hayles · de Jonge · Mandri · Moss · Oliphant · Partridge · Pritchard · Thwaites · Voss · Wetterhall · C. Wilkinson · I. Wilkinson
Bakker · van Breda · Buskermolen · de Jonge · Kleiman · Looij · van Luijk · Markus · Ockeloen · Pluto · van Rhee · Santoro · Schulting · Slik · van der Veekens · Zanotti